# Ковач, Патриция
Патри́ция Ко́вач (венг. Patricia Kovács, род. 26 мая 1996, Лустенау, Форарльберг) — австрийская гандболистка, разыгрывающий.

## Биография
Патриция Ковач родилась 26 мая 1996 года в австрийском городе Лустенау.
В 2015—2017 годах играла в гандбол в австрийском «Хипо Нидеростеррайх», где тогда работал тренером её отец. В его составе дважды выигрывала чемпионат страны (2016—2017). В 2017 году была признана лучшей гандболисткой Австрии. Впоследствии выступала за венгерский «Вац» (2017—2018), немецкий «Метцинген» (2018—2020). С 2020 года вновь играет в Венгрии за «Мошонмадьяровар».
5 июня 2015 года дебютировала в составе женской сборной Австрии. Провела 42 матча, забросила 130 мячей.

## Семья
Отец — Ференц Ковач (род. 1962), венгерский гандбольный тренер.
Младшая сестра — Клаудия Ковач (род. 1992), австрийская гандболистка.